# بایقادام (استان قراغندی)
بایقادام (انگلیسی: Baikadam) یک شهرک در استان قراغندی کشور قزاقستان است.